# Acacia asparagoides
Acacia asparagoides là một loài thực vật có hoa trong họ Đậu. Loài này được A.Cunn. miêu tả khoa học đầu tiên.